# Andrew Lowe (astronomo)
| 55755 Blythe           | 6 ottobre 1991   |
| 65657 Hube             | 16 agosto 1982   |
| 65696 Pierrehenry      | 6 ottobre 1991   |
| 65697 Paulandrew       | 6 ottobre 1991   |
| 65698 Emmarochelle     | 6 ottobre 1991   |
| 73703 Billings         | 6 ottobre 1991   |
| 73704 Hladiuk          | 6 ottobre 1991   |
| 78392 Dellinger        | 9 agosto 2002    |
| 78393 Dillon           | 8 agosto 2002    |
| 78394 Garossino        | 9 agosto 2002    |
| 78431 Kemble           | 16 agosto 2002   |
| 78434 Dyer             | 17 agosto 2002   |
| 84075 Peterpatricia    | 8 agosto 2002    |
| 84096 Reginaldglenice  | 17 agosto 2002   |
| 85121 Loehde           | 27 maggio 1976   |
| 85168 Albertacentenary | 2 settembre 1989 |
| 85200 Johnhault        | 6 ottobre 1991   |
| 96192 Calgary          | 6 ottobre 1991   |
| 96193 Edmonton         | 6 ottobre 1991   |
| 96200 Oschin           | 25 agosto 1992   |
| 99891 Donwells         | 9 agosto 2002    |
| 99906 Uofalberta       | 17 agosto 2002   |
| 100049 Césarann        | 6 ottobre 1991   |
| 100050 Carloshernandez | 6 ottobre 1991   |
| 100051 Davidhernandez  | 6 ottobre 1991   |
| 100077 Tertzakian      | 7 agosto 1992    |
| 112797 Grantjudy       | 9 agosto 2002    |
| 112798 Kelindsey       | 8 agosto 2002    |
| 117430 Achosyx         | 13 gennaio 2005  |
| 117439 Rosner          | 13 gennaio 2005  |
| 117572 Hutsebaut       | 8 marzo 2005     |
| 120361 Guido           | 3 luglio 2005    |
| 129452 Ashleydawn      | 6 ottobre 1991   |
| 129453 Madeleinenettie | 6 ottobre 1991   |
| 157693 Amandamarty     | 2 gennaio 2006   |
| 161693 Attilladanko    | 26 aprile 2006   |
| 171153 Allanrahill     | 10 aprile 2005   |
| 176710 Banff           | 17 agosto 2002   |
| 176711 Canmore         | 17 agosto 2002   |
| 187679 Folinsbee       | 28 febbraio 2008 |
| 187680 Stelck          | 28 febbraio 2008 |
| 192291 Palindrome      | 17 agosto 1990   |
| 198717 Szymczyk        | 13 febbraio 2005 |
| 264119 Georgeorton     | 13 ottobre 2009  |
| 277118 Zaandam         | 8 aprile 2005    |
| 308680 McLennan        | 25 febbraio 2006 |
| 316709 POSS            | 6 marzo 1997     |
| 330440 Davinadon       | 23 febbraio 2007 |
| 380832 Annecambridge   | 3 gennaio 2006   |

Andrew Lowe (Calgary, 1959) è un astronomo amatoriale canadese, di professione geofisico.
Il Minor Planet Center gli accredita la scoperta di 514 asteroidi, effettuate tra il 1976 e il 2010, in parte in collaborazione con Joseph A. Dellinger.
Gli è stato dedicato l'asteroide 4091 Lowe.